# Dexter-Rind

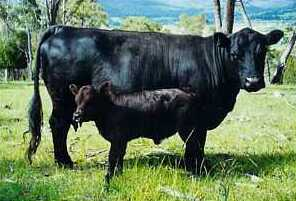
Dexterrind

Das Dexter ist eine Rasse des Hausrindes und stammt ursprünglich aus Irland.

## Geschichte und Herkunft
Im Jahre 1840 wird die Rasse Dexter erstmals von Mr. Dexter, einem Gutsinspektor in der südwestirischen Grafschaft Kerry, eingeführt. Er hatte die besten wilden Bergrinder ausgesucht und mit einer kleineren Milchviehrasse gekreuzt. 1882 kam die Rasse nach England und Australien.
Das kleine und robuste Zweinutzungsrind wäre in den 1960er- und 1970er-Jahren beinahe ausgestorben, da es Konkurrenz vom modernen Leistungsrind bekam. Die Dexterrinder sind zwar in ihrer heutigen Existenz nicht mehr bedroht, doch sie gehören zu den seltenen Rassen.
Züchter dieses Hausrindes gibt es vor allem im Vereinigten Königreich, den USA, Kanada, Australien, Neuseeland und Südafrika. In Europa trifft man die Züchter vor allem in Skandinavien, Holland und Deutschland an. Auch in der Schweiz nimmt die Zahl an Züchtern zu.
Dexter galten im 19. Jahrhundert als die ideale „Kuh eines Landhausbesitzers“, die viel Milch für den Haushalt und jährlich ein Kalb für das Fleisch produzierte. Die Tiere unterscheiden sich sehr in der Größe, sind aber in etwa halb so groß wie ein Hereford-Rind und etwa ein Drittel einer Holstein-Friesen-Milchkuh.

## Wirtschaftlichkeit
Dexterrinder sind eine Zweinutzungsrasse und liefern Milch und Fleisch. Sie sind in Futter und Haltung ziemlich anspruchslos. Vor allem in der kärglichen Bergwelt und auf fruchtbaren Wiesen fühlen sie sich am wohlsten. Da sie robust und abgehärtet sind, können sie sich im Winter sehr gut schützen. Da sie nur eine geringe Größe haben, sind sie ideal für die Nebenerwerbslandwirtschaft. Dexter sind ideale Verwerter von Raufutter. Meistens werden die Jungbullen erst mit drei Jahren geschlachtet. Durch die BSE-Krise jedoch wurden in Großbritannien Verkauf und Verwertung von Rindern über 30 Monaten verboten. Dies hatte die Auswirkung, dass den Mastbullen Kraftfutter zugefüttert wurde, um sie vor dem 30. Monat auszumästen. Ein nicht fertig ausgemästetes Tier tendiert zu nur wenig Fettanteil im Schlachtkörper.
Die Dexterrinder sind frühreif. Daher ist ein Erstkalbalter von 24 bis 27 Monaten ideal. Da die Rinder über gute Muttereigenschaften verfügen, können sie 14 Jahre und länger in der Zucht eingesetzt werden. Das heißt, sie können mehr Kälber pro Kuh erzeugen als bei anderen Rassen. Sie produzieren genug Milch, um zwei bis drei Kälber zu ernähren, und sind sehr leichtkalbig – sie benötigen also nur in seltenen Fällen menschliche Hilfe bei der Geburt eines Kalbes und auch Geburtskomplikationen sind selten. Die Leichtkalbigkeit der Rasse hatte in den USA zu einem wachsenden Absatzmarkt für Dexter-Bullen geführt, die die erstkalbigen Färsen schwererer Fleischrassen bedecken sollten, um die Geburtsprobleme dieser Rassen zu eliminieren.
Mit 10 bis 18 Monaten können die Tiere bereits geschlachtet werden und wiegen je nach Fütterung 100–250 kg. Fleisch vom Dexterrind gehört zum traditionellen Typ, d. h., es besitzt einen höheren Anteil marmoriertes Fett als das durchschnittliche Supermarktrindfleisch. Es ist auch tendenziell dunkler, teilweise rassebedingt, teilweise dadurch, dass der Schlachtkörper gewöhnlich länger abgehängt wird, was zu einem zarteren und wohlschmeckenderem Fleisch führt. Manche Leute behaupten, das Dexter-Rindfleisch sei süßer als anderes Fleisch.
Dexter-Kühe können eine Milchleistung von 2000 bis 3000 kg bei ca. 4,3 % Fett produzieren. Dexter-Kühe geben durchschnittlich 7,6 bis 9,5 Liter pro Tag.
Dexter-Rinder werden gezielt zur Bekämpfung von Drüsigem Springkraut eingesetzt, da sie selbiges bevorzugt verzehren.